# رأس المدينة

تعديل مصدري - تعديل

رأس المدينة إحدى حارات مدينة جبلة بمحافظة إب، بلغ تعداد سكانها 2387 نسمة حسب تعداد اليمن لعام 2004.